# Château de la Pihoraye
Le château de la Pihoraye est un château, situé à Saint-Ellier-du-Maine en Mayenne. Il date du XVIIe siècle, et fait l'objet d'une inscription au titre des monuments historiques depuis le 6 octobre 1976. 

## Histoire
Il fut bâti par les seigneurs de la Hautonière en Fougerolles-du-Plessis pour devenir leur nouvelle demeure.
Le château de La Pihoraye a été commandité par Eugène de Valory et sa femme Gabrielle d'Auray de Saint-Pois. Il est construit en 1765 dans le style des malouinières du XVIIIe siècle, au cœur d'un parc à la française, orné de rhododendrons. 